# Discoba
A Discoba a Diphoda csoportja. Neve a Discicristata és Jakobida csoportok neveinek összevonásából ered. Ezenkívül a csoport tagja a Tsukubamonada és a Heterolobosea is. A Discoba tagja továbbá a Percolozoa, melynek egyetlen ismert embereket fertőző faja az amőbás agyhártyagyulladást okozó Naegleria fowleri.
A Discoba tagja, a Jakobida egyik bazális kládja egyes feltételezések szerint az Ophirinina.

## Jellemzői
A Discoba sok gént tartalmazó mitokondriumai általában lemezes cristákkal rendelkeznek. A Pleurostomum flabellatum cristái redukálódtak, így feltehetően redukálódott vagy megszűnt képessége a sejtlégzésre. A mitokondriális genomok hosszúak, például a P. flabellatumé 57 829 bázispár.

### Heterolobosea
Egy Heterolobosea-faj, az Acrasis kona mtDNS-ében a többi faj génjeinek 40%-a nincs jelen, és benne többszörös nyitott leolvasási keretek találhatók. Ez a DNS körkörös, GC-tartalma alacsony (16,7%). E mitokondrium 26 ismert fehérjekódoló, 11 tRNS-gén és 10 feltételezett gén található. Ez a faj továbbá képes RNS C→U módosítására is. Az A. kona genomelemzése feltehetően új filogenetikai életfát tehetett lehetővé, ahol az Excavata az Amorphea, a Stramenopila, Alveolata, Rhizaria és a növények kládjait tartalmazó Neozoa testvércsoportja.
A Naegleria fowleri és a Naegleria gruberi mtDNS-ei tartalmazzák a legtöbb gént a Jakobidán kívül 42 igazolt és 4 feltételezett génnel.
Egyes Heterolobosea-fajok, például a Monopylocystis- és a Pseudoharpagon-fajok sós vízben, például tengervízben élnek.
Az Euplaesiobystra salpumilio esetén a sók aktív transzportja 75-100‰ koncentrációjú oldatban a sejtbe, 150‰ koncentrációjúban a sejtből történik. Ezenkívül legalább 4 Heterolobosea-klád nagyon vagy kizárólagosan halofil.

### Jakobida
A Jakobida szabadon élő heterotróf ostoros eukarióták rendje. Ezek kicsik, és aerob és anaerob környezetekben is élnek. A monofiletikusnak tekintett rendben jelenleg 20 ismert faj van, és 1993-ban ismerték el rendszertani csoportként.
Egy 2009-es tanulmány szerint mivel sok tenyésztetlen protisztaágat kevés, akár egy szekvencia is képviselhet, ezek igen sokrétű „ritka bioszférát” alkotnak.
A Jakobida-fajok mtDNS-e általában nagyon sok gént tartalmaz, például a legtöbb fehérjét és tRNS-t kódoló gént tartalmazó mtDNS az Andalucia godoyié 66 fehérjekódoló és 22 tRNS-génnel.

### Discicristata
A Discicristata a Discoba egyik csoportja, tagjai az ostoros moszatok (Euglenozoa) és a Percolozoa. Nincs Sun fehérjéjük vagy Tpr/Mlp-homológjuk.

### Tsukubea
A Tsukubea osztály egyetlen ismert nemzetsége (2023) a Tsukubamonas, ennek egyetlen ismert faja a T. globosa. Ennek mtDNS-e 48 643 bázispárból áll.

## Filogenetika
Egy 2015-ös tanulmány szerint testvércsoportja a Diaphoretickes.

## Fontosság
A Discoba-fajok mitokondriális genomjainak megismerése fontos a mtDNS korai fejlődésének megértéséhez, mivel mtDNS-ük nagyon sok gént tartalmaz.